# قصر السلام العباسي
قصر السلام العباسي
هو أحد قصور الدولة العباسية الذي يرجع تاريخ إنشائه إلى سنة 164ه‍، وقيل 165ه‍،  أمر ببنائه الخليفة العباسي المهدي بن أبو جعفر المنصور، وسماه قصر السلام.

## نبذة تاريخية
كان الخليفة المهدي أكثر نزوله من مدينة السلام بعيساباذ أو بعيساباد في أبنية بناها هناك، حيث انه بنى قصر السلام على نهر المهدي، في محلة عيساباد، أي عمارة عيسى، منسوبة إلى عيسى بن المهدي، والتي تقع شرقي بغداد.
بلغت النفقة على إنشاء قصر السلام خمسين مليون درهم. وكان المهدي في باديء الأمر قد شيد له في عيساباد الكبرى قصراً من لبن، إلى أن أنشأ قصر السلام أو السلامة، الذي بناه بالآجر. وكان تأسيسه يوم الأربعاء في آخر ذي القعدة من سنة 165ه‍، حتى تحول إلى عيساباد ونزل فيها وسكن قصره، ونزل الناس معه، وضرب بها الدنانير والدراهم.
ومما ذكره وزير المهدي، يعقوب بن داود: بنى الخليفة المهدي متنزها، يعني قصر السلام في عيساباد، الذي بلغت كلفة بنائه خمسين ألف ألف درهم من أموال المسلمين.
ولما فرغ من بناء قصره ركب مع جماعة للنظر إليه، فدخله مفاجأة وأخرج كل من كان هناك من الناس، وبقي رجلان خفيا عن أبصار الأعوان، وسأل أحدهم عن سبب مجيئه، فقال:جئت لأنظر إلى هذا البناء وأتمتع بالنظر إليه وأكثر ألدعاء إلى أمير المؤمنين بطول البقاء وتمام العمر ونماء العز، فأجزاه بجائزة.

## بعض ما قيل فيه
ومن الشعراء الذين تغنوا بقصر السلام، الشاعر أبو العتاهية، حيث يمدح المهدي ويدعوا لقصره، قصر السلام فيقول فيه:
ويبدوا ان الخليفة موسى الهادي قد سكن هذا القصر بالرغم من قِصر خلافته، وتوفي فيه.